# Wyrandy
Wyrandy (niem. Worainden (1755), Wiranden (1785–1939)) – wieś w Polsce położona w województwie warmińsko-mazurskim, w powiecie olsztyńskim, w gminie Purda. Wieś znajduje się w historycznym regionie Warmia, na trasie Olsztyn-Purda, 3 km od Purdy i 3 km od Marcinkowa. Od miasta wojewódzkiego, Olsztyna, oddalona jest o 18 km.
Wieś leży niedaleko Pajtuńskiego Młyna w malowniczym terenie.

## Historia
Pierwotnie był to teren puszczański, którego część nazwana Absmedie („las osikowy”) została nadana przez  kapitułę warmińską 8 września 1359 r. jako majątek lenny na prawie chełmińskim liczący 130 łanów (2182,7 ha) czterem Prusom, braciom zwanym Karyothen. Na tym obszarze założyli oni majątki mniejsze Trękus i Trękusek, a z początkiem XVI w. wyodrębniły się dalsze – Kaborno i Wyrandy. Długi okres wolnizny (18 lat)wskazuje, że osadnictwo zaczynało się "na surowym korzeniu" i wymagało uprzedniego karczunku puszczy. W przywileju lokacyjnym wyznaczono obowiązek lenny w postaci wystawiania 4 służb konnych w zbroi. Bracia mieli prawo połowu ryb w Jeziorze Linowskim i budowy młyna *wybudowany na południowo-wschodnim brzegu Jeziora Linowskiego, na początku XIX w. młyn przestał funkcjonować). Najstarszy z braci o imieniu Nadraw otrzymał pas rycerski. Na tym terenie bracia założyli kilka wsi szlacheckich – Trękus, Trękusek, Kaborno i Wyrandy. Z tymi ostatnimi wiąże się z początku nazwa Worain o pochodzeniu pruskim (od wors - stary albo wer - woda, strumień), która stopniowo przechodzi w Worainen, Worainden, a w końcu Wiranden.
Przynajmniej od początku XVI w. majątek należał do rodziny szlacheckiej Gnatowskich, którzy pisali się von Worain i mieli też Prejłowo i Wipsowo. Z rodziny tej pochodzili dwaj kanonicy warmińscy urodzeni w Wyrandach, stąd też piszący się de Worein, von Worein albo w spolszczeniu Woreński, Woraiński: Samson (ok. 1515-1586) i Jan (ok. 1562-1606).
W latach 1573 i 1578 na Wyrandach rezydował Krzysztof Woreński. Majątek liczył wówczas 35 łanów (587,65 ha). W 1655 r. jest tu już jednak szlachcic Zagórny herbu Rogala z żoną, synem i córką oraz poddanymi w liczbie 27 osób. Był to prawdopodobnie Ludwik Zagórny, wymieniony w 1667 r. Inna gałąź tego rodu posiadała pobliskie Pajtuny i stamtąd też pochodził kanonik warmiński Andrzej Zagórny (ok. 1640-1690). W 1656 r. majątek liczył 30 łanów (503,7 ha). W 1697 r. zmarł Ludwik Zagórny. Miał 2 synów, którzy ukończyli gimnazjum jezuickie w Reszlu. Jan zmarł w 1735 r. jako proboszcz w Klewkach, natomiast Ludwik był żonaty z Anna Ludwiką Ogińską, która zmarła w 1737 r. Ich syn wraz z żoną Katarzyną, pochodzącą z Legin, jeszcze w 1723 r. rezydowali na Wyrandach, gdzie urodziła się ich córka Joanna Eleonora. Później przenieśli się do majątku żony w Leginach, gdzie w 1724 r. urodził się ich syn Antoni, późniejszy absolwent kolegium jezuickiego w Reszlu.
Nieco później Zagórni wyjechali do Warszawy. Po ich wyprowadzce Wyrandy były sprzedawane chłopom po 100 guldenów za 1 łan. Zgłosiło się 14 nabywców. Według spisu majątkowego sporządzonego po zaborze Warmii przez Prusy, w 1773 r. Wyrandy były wsią, w której istniało na 30 łanach 12 zagród chłopskich, a ponadto 16 zagrodników. Chłop Ludwik Miazgowski posiadał też karczmę. Ponieważ na chłopów tych przeszły uprawnienia przysługujące poprzednim właścicielom szlacheckim, każdy z nich miał prawo pędzenia wódki. Pierwotna gorzelnia szlachecka oraz zabudowania folwarczne znalazły się na działce jednego z nabywców, Alojzego Ruchy. Dwór znalazł się na działce Sokołowskiego, naprzeciwko późniejszego pola, będącego uposażeniem nauczyciela. Właściciele byli ludźmi zamożnymi. Jakiś dział posiadała tu w 1789 r. rodzina szlachecka Opęchowskich z Zebrunia.
W 1785 r. wieś nazywano szlachecką, było w niej 25 chałup, w 1836 r. 26 chałup i 130 mieszkańców. Chłopi posiadali też grunty leśne i pozyskiwali smołę oraz węgiel drzewny. Po separacji gruntów w 1848 r. ustaliło się 10 zagród chłopskich, 7 zagrodników z ogrodami, 1 ogrodnik, 1 karczma należąca do właściciela Trękuska. Szkołę założono w 1870 r., ale własny budynek uzyskała w 1874 r. W 1875 r. założono bibliotekę polską, aby przeciwstawić się germanizacji poprzez szkołę, w której nauczano wyłącznie po niemiecku.
W 1911 r. uczęszczało do szkoły 53 dzieci. W 1925 r. wieś liczyła 245 mieszkańców. W 1927 r. zbudowano nową szkołę. W 1935 r. było tu 237 katolików (Polaków) przynależnych do parafii w Purdzie, 4 osoby należały do Związku Polaków w Niemczech.
W latach 1975–1998 miejscowość administracyjnie należała do województwa olsztyńskiego.

## Zabytki
W Wyrandach zachowane są 3 kapliczki przydrożne z XIX wieku. Pod koniec XX wieku w centrum wsi znajdował się mosiężny, bogato zdobiony dzwon.